# Jakub Paur
Jakub Paur (ur. 4 sierpnia 1992 w Višňové) – słowacki piłkarz występujący na pozycji pomocnika w MŠK Žilina.

## Kariera klubowa
Pochodzi z miejscowości Višňové w powiecie Żylina. Grę w piłkę nożną na poziomie seniorskim rozpoczął w MŠK Žilina. W sezonie 2011/12 grał na wypożyczeniu w FC ViOn Zlaté Moravce. Po powrocie do MŠK Žilina rozpoczął regularne występy. W lipcu 2012 roku zadebiutował w europejskich pucharach w przegranym 0:2 meczu z Hapoelem Ironi Kirjat Szemona w kwalifikacjach Ligi Mistrzów 2012/13. W 2015 roku zmuszony był poddać się operacji z powodu wykrytej u niego arytmii serca.
W sierpniu 2016 roku odszedł do AS Trenčín, który wymienił go za Jakuba Holúbka. Na przestrzeni 3 sezonów rozegrał dla tego zespołu 65 spotkań w słowackiej ekstraklasie, w których zdobył 12 goli. W lipcu 2019 roku był testowany przez Arkę Gdynia, jednak zrezygnowano z niego po testach medycznych. Wkrótce po tym powrócił do macierzystego klubu MŠK Žilina, gdzie podpisał trzyletnią umowę.

## Kariera reprezentacyjna
W latach 2011–2014 występował w młodzieżowych reprezentacjach Słowacji w kategorii U-19 i U-21. W grudniu 2016 roku otrzymał od Jána Kozáka powołanie do seniorskiej reprezentacji Słowacji na nieoficjalne mecze towarzyskie z Ugandą i Szwecją w Abu Zabi, w których nie wystąpił.